# Витория Баия
Вижте пояснителната страница за други значения на Виктория.
Ешпорте Клубе Витория (на португалски: Esporte Clube Vitória, или просто Витория), е бразилски футболен отбор от град Салвадор, щат Баия. Основан е на 13 май 1899 и в България е по-популярен под името Витория Баия.

## История
Клубът е основан на 13 май 1899 г. от братята Артур и Артемио Валенте, завърнали се след обучението си в Англия. На 22 май 1901 г. Витория играе първия си мач срещу сборен отбор съставен от английски моряци. Оттогава клуба не е променял клубните си цветове които са в червено, бяло и черно. Първият му официален мач е на 13 септември 1903 г. в който Витория побеждава отбора на град Паулища с 2:0. През 1908 г., Витория печели първата от общо 25-те си титли от Кампеонато Баяно. През 1994 г. след изключително слаб сезон отбора изпада в бразилската втора дивизия. През 1995 г. клуба продължава с неубедителното си представяне като завършва на 17-о място и изпада в Трета дивизия. През следващата 1996 г. става вицешампион на Серия Ц и печели промоция за втора дивизия. През 1997 г. Витория Баия се състезава в бразилската втора дивизия и след като завършва на 4-то място, се завръща в елитна.

## Успехи
- Кампеонато до Нордесте (3): 1997, 1999 и 2003
- Кампеонато Баяно (26): 1908, 1909, 1953, 1955, 1957, 1964, 1965, 1972, 1980, 1985, 1989, 1990, 1992, 1995, 1996, 1997, 1999, 2000, 2002, 2003, 2004, 2005, 2007, 2008, 2009, 2010)
- Купа на Бразилия
  - Финалист (1): 2010 (загубен от Сантош 2:1 и 0:2)
- Бразилия Серия А
  - Вицешампион (1): 1993
- Бразилия Серия Б
  - Вицешампион (1): 1992
- Бразилия Серия Ц
  - Вицешампион (1): 1996

## Известни футболисти
- Деян Петкович
- Жуниор
- Зе Роберто
- Алекс Силва
- Бебето
- Хюбнер
- Вампета
- Едилсон
- Дида
- Тулио Коща
- Фининьо
- Дуду Сеаренсе
- Виктор Аристисабал
- Жоазиньо
- Дуду
- Винисиус Баривиейра
- Марсело Никасио
- Давид Луис
- Мазиньо

## Бивши треньори
- Тониньо Серезо
- Карлош Жозе Кастильо